# Huayna Cápac
Huayna Capac (Tumibamba, tra il 1455 e il 1460 – Quito, 1525 circa) è stato un imperatore inca.

## Origini
Si tratta del decimo sovrano della dinastia Inca del Cuzco, il sesto della casata Hanan e il terzo imperatore dopo Pachacútec, il fondatore e suo figlio Túpac Yupanqui.
Il suo nome originario era Tito Cusi Huallpa, ma dopo l'avvento al trono, assunse quello di Huayna Capac che in lingua quechua significa giovane possente o poderoso.
Era figlio legittimo di Túpac Yupanqui e della sua sposa sorella Mama Ocllo e, come tale, destinato a succedere al padre sul trono degli Inca, per diritto dinastico. La sua designazione ad inca supremo era stata già decisa, subito dopo il suo ritorno al Cuzco, proveniente dalla natia Tumibamba, la città ai confini settentrionali dell'impero in cui era venuto alla luce durante una campagna militare del suo bellicoso genitore.
Era stato lo stesso Pachacútec, il prestigioso fondatore dell'impero, a designarlo futuro sovrano, dimostrando una preferenza assoluta per il promettente nipote rispetto ad altri possibili pretendenti, tanto da farlo compartecipe, ancora fanciullo, di riti e cerimonie solitamente riservate agli esponenti più elevati della nobiltà.

## Salita al trono
Grazie a questi precedenti, la sua successione al regno sembrava acquisita al momento della morte di Túpac Yupanqui, ma la tradizione inca, abituata alle più tumultuose congiure dinastiche, doveva, ancora una volta, creare una situazione di lotta intestina.
La politica incaica era, da sempre, dominata dalle panaca, le potenti famiglie imperiali, ciascuna discendente da uno dei passati sovrani. Poiché il monarca aveva di solito numerosi figli in madri diverse, il diritto, o meglio la speranza di successione di tutti costoro poggiava sulla capacità delle famiglie delle loro madri di far eleggere il proprio rappresentante. Naturalmente il peso della consorte legittima aveva la sua importanza e i suoi figli erano favoriti, ma il loro diritto non era assoluto, atteso che molte altre spose del sovrano appartenevano anch'esse alla più alta nobiltà. I conflitti dinastici, sempre latenti erano, poi, inevitabili quando il sovrano defunto non aveva scelto un erede prima della sua dipartita.
La madre di Huayna Capac apparteneva alla prestigiosa panaca Hatun ayllo, fondata da Pachacutec, ma altri figli del sovrano deceduto avevano il supporto di famiglie materne altrettanto forti e numerose.
Ad una di queste panaca apparteneva una nobile del Cuzco di nome Curi Ocllo, parente e forse sorella di una delle spose del sovrano chiamata Chiqui Ocllo. Non sappiamo con certezza quale fosse questa panaca, ma molti indizi inducono a pensare che si trattasse del Capac Ayllo, la famiglia stessa del sovrano che era retta da tre distinti fratelli di Túpac Yupanqui, ognuno a capo di un ramo particolare.
Chiqui Ocllo aveva avuto un figlio da Túpac Yupanqui, di nome Capac Huari e la sua congiunta, Curi Ocllo, si adoperò per mobilitare la sua famiglia in difesa dei suoi diritti al trono.
Pare, in effetti che il sovrano avesse manifestato l'intenzione di lasciare il trono a Capac Huari, ma esistono versioni contrastanti su questa decisione. Alcuni racconti parlano di un ripensamento di Túpac Yupanqui che non poté essere ufficializzato per la sua morte improvvisa, altri invece propendono per una sua espressa revisione della scelta e il conseguente ripristino del diritto di Huayna Capac.
In ogni caso le due fazioni andarono allo scontro e quella dell'Hatun ayllo, opportunamente stimolata da Mama Ocllo, risultò vincitrice. Con l'accusa di aver avvelenato il sovrano le due donne, Curi Ocllo e Chiqui Ocllo vennero giustiziate, mentre Capac Huari venne internato nel palazzo di Chinchero, già appartenuto a Túpac Yupanqui.
Questa insolita misura di clemenza induce a pensare che tra le panaca reali sia stato raggiunto una specie di compromesso. In effetti Huayna Capac venne messo sul trono, ma con la scusa della sua giovane età gli vennero imposti due tutori che avrebbero, in qualche modo, garantito i privilegi delle famiglie, mentre il suo rivale avrebbe avuto salva la vita.

## Congiura sventata
I primi anni di regno di Huayna Capac si svolsero con l'ausilio o piuttosto sotto il controllo dei suoi tutori. Questi erano suo zio Guaman Acachi e un cugino del padre, Apoc Gualpaya, figlio di uno dei fratelli di Pachacutec.
Apoc Gualpaya apparteneva, ovviamente, alla Socso panaca che aveva raccolto tutti i figli di Viracocha Inca e quindi anche suo padre, in quanto appunto figlio del passato sovrano. 
L'esperienza di governo lo inorgoglì al punto da portarlo a concepire un progetto di usurpazione del potere supremo. Egli non avrebbe potuto ricoprire personalmente questa carica perché era gobbo e la sua menomazione mal si addiceva al prestigio di cui doveva godere un Qhapaq Inca, ma si riprometteva di far eleggere il proprio figlio una volta liberato il trono dall'ingombrante presenza di Huayna Capac.
Per raggiungere il suo scopo si adoprò a raccogliere per tutte le province quanti più congiurati poteva e ordinò di far convergere sul Cuzco tutte le armi necessarie per provvederne i suoi fedeli che, invece, si sarebbero radunati disarmati per non destare sospetti. Un fortunato incidente fece scoprire la congiura. Alcuni ladri rapinarono un gruppo di portatori carichi di cesti di coca, ma con loro grande sorpresa quando aprirono le ceste trovarono solo delle armi. Impauriti avvertirono le autorità e la cosa venne all'orecchio di Guaman Achachi che, dopo una rapida indagine, si rese conto della gravità del frangente. 
Proprio in quel mentre il sovrano era ospite di Capac Gualpaya e correva seri pericoli. Il piano infatti era quello di assassinarlo per poi sollevare la popolazione. Il giovane, accortamente avvertito, riuscì, però, a disimpegnarsi calandosi da una finestra, mentre Guaman Achachi si presentava alla porta con una scorta di armati. Vi fu un violento scontro, ma le truppe realiste ebbero la meglio e il traditore venne arrestato. Privi del loro capo e disorientati per l'inaspettato esito del complotto, gli altri congiurati si arresero o cercarono di fuggire, ma per la maggior parte vennero catturati.
La repressione della ribellione si concluse con l'esecuzione di tutti i suoi partecipanti, sia nel Cuzco, sia nelle province in cui si erano rifugiati.

## Qhapaq Inca o Signore assoluto
L'atteggiamento di Huayna Capac in entrambe le congiure era stato piuttosto passivo e l'esito positivo dei confronti era dovuto principalmente a suo zio Guaman Achachi. La giovane età del sovrano può essere accettata come scusa plausibile, ma non può peraltro sfuggire la limitatezza del suo potere sovrano. Era ormai tempo che il giovane monarca esercitasse pienamente le sue funzioni e si sottraesse alla tutela dei rappresentanti delle panaca. Huayna Capac, approfittando forse degli ultimi sviluppi dello sventato complotto e del sostegno di tutte le genti del Cuzco, che si erano raccolte intorno a lui, assunse infine i completi poteri che la sua carica comportava.
Per ribadire la sua posizione volle che si procedesse ad una nuova incoronazione, quasi a suggellare il nuovo ruolo che intendeva esercitare. Con l'occasione scelse una delle sue sorelle, Cusirimay, quale sposa legittima e chiamò intorno a sé due fratelli su cui riponeva la massima fiducia: Auqui Topa Inca e Cinchi Roca, il primo suo fratello per parte di padre e di madre e il secondo soltanto per parte di padre.
Uno dei suoi primi atti di governo fu infine la destituzione del Gran sacerdote dell'impero. La carica non venne attribuita a nessuno e l'Inca in persona se ne assunse le prerogative. Questo gesto è stato variamente interpretato. Le cronache dell'epoca non ci hanno tramandato alcuna notizia su possibili responsabilità del clero nelle congiure che hanno messo in pericolo il regno di Huayna Capac, ma anche se non ufficialmente registrato, qualcosa deve essere avvenuto per convincere il sovrano a limitare così gravemente il potere della classe sacerdotale.
Guaman Achachi non fu dimenticato. Il suo operato in veste di tutore era stato forse eccessivo, ma i suoi interventi, nei momenti più drammatici, erano stati determinanti. Il nuovo corso del regno non poteva consentirgli di mantenere le funzioni fino ad allora esercitate, ma i suoi meriti, universalmente riconosciuti, consigliavano una somma cautela. Fu trovato un compromesso e l'eminente personaggio fu allontanato dal Cuzco, ma, quasi a guisa di ricompensa, gli venne attribuita la guida delle armate del Nord. Da quel momento il suo nuovo compito sarebbe stato quello di garantire la pacificazione dei turbolenti territori delle contrade settentrionali dell'impero.

## Prime imprese belliche
Huayna Capac voleva dimostrarsi un degno figlio di Túpac Yupanqui e ambiva a consolidare ed espandere il dominio dei suoi avi nell'altipiano andino. Era però particolarmente affezionato a sua madre Mama Ocllo e ne stimava gli avveduti consigli. La regina madre, se così possiamo definirla, temendo forse le mene delle panaca rivali, lo dissuase sempre dall'impegnarsi lontano dal Cuzco e in particolare gli fece promettere di non spingersi a Sud prima della sua morte. 
Una ribellione dei Chachapoya consentì infine a Huayna Capac una certa libertà di azione e gli permise di cimentarsi nell'attività che un sovrano inca prediligeva, quella di comandante di eserciti.
La campagna si concluse con un brillante e rapido trionfo e rivelò le doti militari del giovane sovrano. La morte della madre liberò infine Huayna Capac dal suo giuramento e gli permise di lanciarsi alla conquista delle terre meridionali. Le paure di Mama Ocllo si dimostrarono infondate perché bastò l'apparire degli stendardi inca per convincere gli indigeni cileni ad abbandonare ogni velleità di ribellione. Più che di una campagna militare si trattò di una ispezione e di una ristrutturazione dei territori, ottenuta assimilando le etnie locali alle istituzioni del Cuzco. Molto accortamente Huayna Capac ritirò i suoi fiduciari dal comando di quelle contrade e restaurò l'autorità dei capi indigeni conquistando con quella misura la fiducia delle popolazioni. Le truppe inca si astennero, però, per prudenza, dall'attraversare il Rio Maule fieramente difeso dai feroci Araucani e si accontentarono di rafforzare e consolidare la loro presenza al di qua del fiume di confine.
Tornato nei territori andini per la parte del Collao, Huayna Capac si dette a rafforzare le difese di questi territori dalle incursioni dei selvaggi provenienti dalle giungle amazzoniche che sistematicamente compivano feroci razzie. Aveva appena costruito la fortezza di Chiriguanas quando giunsero notizie di una ampia rivolta nelle terre del Nord. Le genti di Quito, i Cayambe, i Carangue, i Pasto e gli Huancabilica erano insorti e si imponeva la sua presenza in quel travagliato settore dell'impero.
La stagione delle grandi guerre di Huayna Capac stava per iniziare.

## Conquista dei territori del Nord

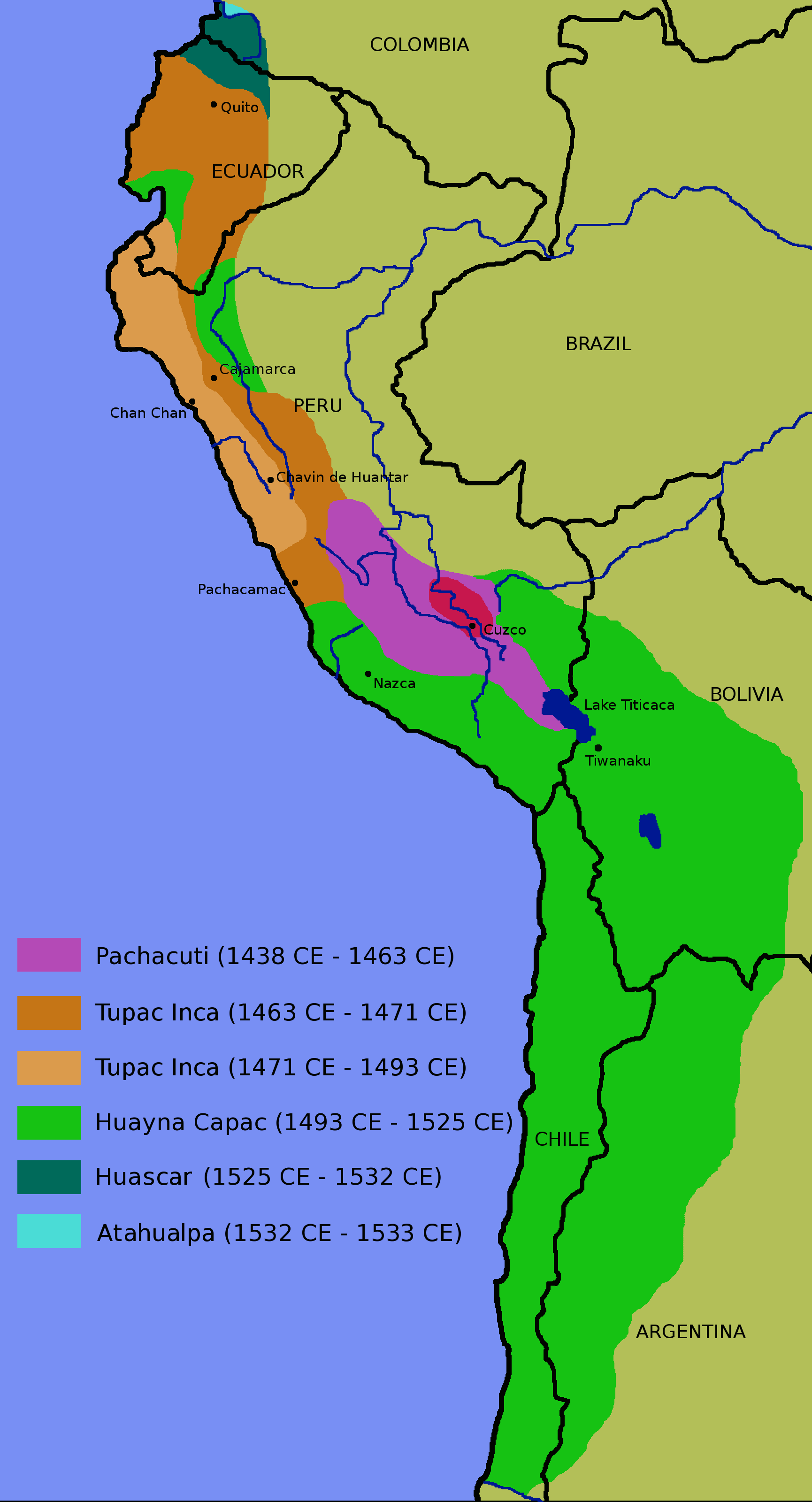
L'impero inca dopo le conquiste di Huayna Capac

Per prima cosa Huayna Capac guadagnò Tumibamba, la sua città natale e vi installò il quartier generale delle sue future operazioni. La cittadina venne, per l'occasione ampliata ed abbellita dalla costruzione di maestosi palazzi tanto da assurgere a vera e propria capitale del Nord.
Da qui le truppe inca dettero inizio alle loro azioni di conquista o riconquista dei territori sollevati. Il primo obiettivo fu il popolo dei Pasto al cui incontro venne inviato un esercito di truppe del Collao e un piccolo contingente di inca sotto il comando di Auqui Topa Inca, il fratello prediletto del sovrano.
I Pasto erano astuti e prepararono una trappola. Lasciarono i loro villaggi scarsamente guarniti e gli inca ebbero facilmente ragione dei pochi difensori, ma quando, convinti del successo, allentarono la guardia, il grosso dei nemici fece impeto nel loro accampamento. I pochi guerrieri del Cuzco che si salvarono fuggendo incontrarono il grosso dell'esercito del sovrano che lentamente stava sopraggiungendo. Sdegnato per il comportamento subdolo dei nemici l'Inca ordinò di non concedere quartiere e le sue truppe sgominarono completamente i Pasto facendone strage. Appagato del successo, Huayna Capac diede infine ordine di rientrare a Tumipamba per preparare una nuova spedizione, questa volta contro i Carangue.
Huayna Capac fece per prima cosa una disgressione verso la costa e occupò Tumbez e tutta la zona di Guayaquil. Dovette confrontarsi anche con i bellicosi isolani di La Puña che erano convinti di essere inattaccabili vista la loro superiorità in mare. Anche loro dovettero però piegarsi di fronte alle armate inca che appresero ben presto a servirsi delle balse e sbarcarono sull'isola, dopo una cruenta battaglia navale.
Restavano da conquistare le fortezze di Cochisque e Carangui. Venne deciso di cominciare da Cochisque, ma ci si trovò di fronte ad una resistenza inaspettata. Non erano, infatti soltanto i Carangue a lottare per la loro indipendenza, ma tutti i popoli limitrofi che avevano stretto una alleanza contro gli invasori del Cuzco. Tra questi, per potenza ed ardire, spiccavano i temibili Cayambi. La fortezza venne comunque conquistata, ma a prezzo di perdite altissime e senza poter impedire che i difensori superstiti si rifugiassero nell'altra piazzaforte ancora intatta.
L'inca portò allora le sue truppe alla conquista di Carangui, ma non arrivò a cingerla in assedio perché i suoi difensori lo affrontarono in campo aperto. La lotta fu durissima e Huayna Capac rischiò la vita durante lo scontro. I suoi uomini, infatti, presero la fuga e, nel disordine creatosi, la stessa portantina dell'Inca fu rovesciata. Il sovrano dovette la vita ad un pugno di capitani, con a capo Cusi Topa Yupangui e Guayna Achachi, che riuscirono a sottrarlo ai nemici accorrenti. Gli inca tentarono subito una rivincita, ma pur sacrificando moltissimi uomini, riuscirono solo a sospigere i loro nemici all'interno della fortezza.
Era tempo di ritirarsi per riorganizzare le armate in vista di un successivo assalto e Huayna Capac, pur offeso nell'orgoglio, guidò i suoi uomini alla relativa tranquillità di Tumibamba, meditando foschi propositi di vendetta.

## Ammutinamento dell'esercito
Per prima cosa intendeva punire l'esercito per la sconfitta subita e l'immediato provvedimento che adottò fu quello di ridurre le razioni alimentari mentre la disciplina veniva raddoppiata. Questa misura cagionò un forte malcontento nella truppa che non si sentiva responsabile dei recenti rovesci.
I soldati erano lontani dal Cuzco da alcuni anni e mai le campagne erano state così prolungate. Uno spirito di aperta ribellione cominciò a serpeggiare nei loro animi e contagiò anche i loro comandanti che condividevano i loro sentimenti.
Il responsabile degli Hurin-Cuzco, il generale Mihi, stimando che la misura fosse colma, si mise a capo degli insorti e tratta l'immagine del Sole che, sempre, acconpagnava gli eserciti inca, radunò tutti i soldati deciso a riguadagnare il Cuzco. Il frangente era gravissimo e Huayna Capac se ne rese immediatamente conto. Senza por tempo in mezzo portando seco l'immagine di sua madre Mama Ocllo, amatissima da tutti i suoi sudditi, raggiunse il generale già uscito da Tumibamba e, in nome della reliquia della defunta chiese a tutti di restare. Ricordò i giuramenti pronunciati, si richiamò all'onore degli inca, ma soprattutto ammise di avere esagerato e si impegnò a revocare le odiose misure che avevano sollevato l'indignazione dei suoi sudditi.
La pace venne suggellata con sontuosi banchetti e con ricchi doni per tutti da parte dell'Inca, dopo di che le armate riconciliate si apprestarono a partire per vendicare le sconfitte subite. 

## Ultime conquiste
Fu Auqui Toma, il fratello dell'Inca ad incaricarsi della bisogna. Con un potente esercitò si apprestò ad espugnare la fortezza contesa e quasi arrivò a conquistarla. Già quattro delle cinque cinta di mura erano cadute e l'ultimo baluardo stava per essere preso, quando l'indomito comandante, che combatteva in prima fila, venne ucciso. La sua morte provocò uno sconcerto generale tra le file degli inca che si dettero alla fuga. I Cayambi colsero subito l'occasione per inseguirli e farne strage tanto che ben pochi riuscirono a guadagnare Tumibamba.
Questa volta Huayna Capac decise di intervenire personalmente. Divise il suo esercito in tre unità, di cui due si sarebbero spinte per cinque giornate oltre la fortezza, per poi tornare indietro facendo terra bruciata di tutta la contrada. Il resto dell'esercito, nel frattempo, sotto la sua personale guida avrebbe assalito frontalmente Carangui. La tattica ebbe successo, soprattutto perché Huayna Capac, quando le armate mandate innanzi erano ormai di ritorno, cessò di combattere e dette mostra di fuggire. I Cayambi si gettarono all'inseguimento e gli inca dei due eserciti di rincalzo, guidate da Mihi, occuparono facilmente la fortezza sguarnita.
Quando i Cayambi si accorsero di aver perso, in un solo colpo, la fortezza e i loro villaggi dati alle fiamme, si disunirono e cercarono la salvezza nella fuga. Circondati dalle armate degli inca cercarono rifugio in una laguna nei pressi, ma vennero stanati sistematicamente e uccisi fino all'ultimo uomo. La strage fu talmente ampia che le acque della laguna si tinsero di rosso, per il sangue versato, e da allora lo specchio d'acqua prese il nome di Yaguar Cocha, letteralmente "mare di sangue".
Nessuno poteva più affrontare gli inca e Huayna Capac si apprestò a instaurare le leggi dell'impero nelle terre del Nord. Seguirono ancora delle spedizioni belliche, ma furono imprese di portata ridotta condotte, senza rischio, contro tribù selvagge insofferenti della disciplina e della civiltà.
I confini estremi vennero fissati al fiume Ancasmayo, dato che oltre le sue acque solo la giungla poteva disputare agli Inca il dominio del paese. 

## Morte senza eredi
Anche se la sua vita si era svolta perennemente in mezzo a guerre di conquista, Huayna Capac non aveva trascurato le occupazioni proprie di un Inca supremo. Innamorato di Tumibamba, sua città natale, l'aveva abbellita con templi e palazzi degni di quelli del Cuzco e ne aveva fatto una specie di seconda capitale. Negli ultimi tempi, aveva preso l'abitudine di soggiornare a Quito e anche qui aveva dato inizio a costruzioni di templi e dimore, forse ripromettendosi di spostare in questa città la corte imperiale.
Dalla prima moglie, Cusirimay, non aveva avuto figli, anche se Bernabe Cobo sostiene che proprio lei fosse la madre di Ninan Cuyuchi, uno dei possibili eredi. Per consolidare la propria stirpe Huayna Capac avrebbe voluto sposare un'altra sorella di padre e di madre, Mama Coca, ma costei si era rifiutata e non erano servite, per convincerla, neppure le minacce di darla in moglie ad un "curaca" vecchio e repellente. La principessa aveva preferito dedicarsi alla vita religiosa e si era chiusa in un convento di "vergini del Sole".
Il sovrano aveva allora eletto a sposa ufficiale un'altra sorella, tale però solo per parte di padre, la principessa Rahua Ocllo, già sua sposa secondaria che, come tale, gli aveva già dato un figlio, Topa Cusi Huallpa che sarebbe diventato famoso con il nome di Huáscar.
Dalle altre spose succedanee, ancorché di nobilissime origini, aveva avuto altri figli che si illustreranno successivamente nella storia incaica. Ricordiamo per primo Atahuallpa, il più famoso di tutti, ma anche Manco II il futuro sovrano di Vilcabamba e Paullu Inca, il fedele collaboratore degli Spagnoli come pure il giovane Tupac Huallpa, sovrano per tre mesi, o lo sfortunato Quilliscache, conosciuto come Illescas, dai cronisti iberici.
Oltre a questi Huayna Capac aveva avuto anche numerosi figli e figlie, si parla di un centinaio di maschi e di più di cinquanta femmine che testimoniano la sua predilezione per le frequentazioni femminili. I cronisti gli imputano appunto una esagerata tendenza ai trasporti amorosi uniti ad una predilezione altrettanto esagerata per le bevande alcoliche. Si dice che bevesse, senza risentirne, quanto tre uomini normali e, al proposito, pare che interrogato su questa sua "dote", si fosse giustificato dicendo che non beveva per sé, ma per i poveri e che per questo non ne aveva alcun danno.
Malgrado avesse avuto modo di sperimentare personalmente i pericoli di una successione confusa, Huayna Capac non si affrettò a scegliere un erede, né tantomeno, ad associarlo al trono negli ultimi anni del suo regno.
Fu così che, quando si annunciò la sua fine, i maggiorenti della sua corte si accorsero che le istituzioni avrebbero corso un serio pericolo.
La morte di Huayna Capac non fu repentina. Esistono diverse versioni dell'accaduto. Le più accreditate parlano di un'epidemia, probabilmente vaiolo, che avrebbe dilagato nelle Ande colpendo anche il sovrano. Delle recenti osservazioni mettono però in dubbio questa diagnosi. La mummia di Huayna Capac fu infatti vista pochi anni dopo la sua morte da numerosi testimoni e riconosciuta intatta, senza cioè le inevitabili lesioni che questa malattia comporta, soprattutto al viso. Un'altra versione parla di una infreddatura che avrebbe colpito l'Inca dopo un bagno in una gelida laguna, preso per ristorarsi per il troppo calore. Sarebbe sopraggiunta una febbre divorante che potrebbe identificarsi con una polmonite.
In ogni caso, quando ormai la prossima fine era evidente, i dignitari che lo contornavano chiesero all'Inca chi volesse nominare come erede. Il sovrano indicò Ninan Cuyuchi, che alcuni vogliono giovanissimo, addirittura un lattante. L'interrogativo sull'età del prescelto è comunque inutile perché anche questo principe era morto a pochi giorni di distanza dal padre. Una seconda richiesta fatta all'Inca morente ottenne come risposta il nome di Huascar, a condizione però che le sorti fossero benigne. I riti invocati diedero esito negativo, ma quando si provò a chiedere all'Inca una nuova indicazione, questi era già morto.
Si decise allora di consegnare a Huascar la dignità imperiale ignorando gli infausti presagi che, purtroppo per il regno degli Inca, si sarebbero in seguito rivelati esatti.

## Huayna Capac e gli Spagnoli
In quasi tutte le cronache spagnole dell'epoca figura il racconto, variamente rappresentato, della notizia portata a Huayna Capac circa l'arrivo, sulle coste del suo regno, di strane genti bianche e barbute trasportate, per mare, su case di legno. Molto si è discusso su queste affermazioni per determinare se potesse trattarsi della prima visita di Francisco Pizarro a Tumbez. Le date non coincidono in quanto la morte di Huayna Capac è avvenuta almeno due anni prima di questo sbarco. Con ogni probabilità le notizie giunte alla corte di Quito erano riferite alle infruttuose scorrerie spagnole sulle coste dell'Ecuador che videro impegnati, per alcuni anni, Almagro e Pizarro prima della vera e propria scoperta dell'impero degli Inca.
Huayna Capac era un monarca vigile ed attivo. Sotto la sua guida l'impero aveva conosciuto una ristrutturazione assai efficiente, ottenuta con una politica di controlli metodici e severi. Il sovrano era solito dire che voleva essere tanto temuto da essere presente anche nei sogni dei suoi sudditi. La presenza di una forza organizzata sulle coste dei suoi dominii non lo avrebbe lasciato indifferente ed avrebbe preso sicuramente dei provvedimenti per respingere o quantomeno contenere un possibile futuro pericolo.
L'inerzia con cui invece venne affrontato il problema, dopo la sua morte, si spiega facilmente considerando le difficoltà di quegli anni che cadevano nei prodromi della guerra civile tra Huascar ed Atahuallpa.
Quella stessa inerzia avrebbe infine permesso a Pizarro la conquista dell'impero andino malgrado le sproporzioni delle forze in gioco. Gli stessi conquistadores, alcuni anni dopo, avrebbero tranquillamente ammesso che se fossero giunti in Perù quando Huayna Capac era ancora in vita, nessuno di loro ne sarebbe uscito vivo.